# Эсхаровский поселковый совет
Эсха́ровский либо Эсха́рский поселко́вый сове́т — входит в состав Чугуевского района Харьковской области Украины.
Административный центр поселкового совета находится в пгт Эсхар.

## История
- 1938 — дата преобразования в поселковый совет из сельского Совета депутатов трудящихся в составе Чугуевского русского национального района Харьковской области Украинской Советской Социалистической Республики после получения Эсхаром статуса посёлка городского типа (пгт).
- После 17 июля 2020 года в рамках административно-территориальной «реформы» по новому делению Харьковской области[2][3] данный поссовет был упразднён; входящие в него населённые пункты и его территории были присоединены к … территориальной общине (укр. громаде) того же Чугуевского района.
- Поссовет просуществовал 82 года.

## Населённые пункты совета
- пгт Эсха́р

### Ликвидированные населённые пункты
- посёлок Ла́птева